# Brachycephalus bufonoides
Brachycephalus bufonoides es una especie de anfibio anuro de la familia Brachycephalidae.

## Distribución geográfica
Esta especie es endémica del estado de Río de Janeiro en Brasil. Se encuentra en la Serra de Macaé en Nova Friburgo.

## Taxonomía
En 2010, Pombal revalidó esta especie que Cochran colocó en sinonimia con Brachycephalus ephippium en 1955.

## Publicación original
- Miranda-Ribeiro, 1920: Os brachycephalideos do Museu Paulista (com três espécies novas). Revista do Museu Paulista, vol. 12, p. 307–316[2]